# Bogoria (miasto)

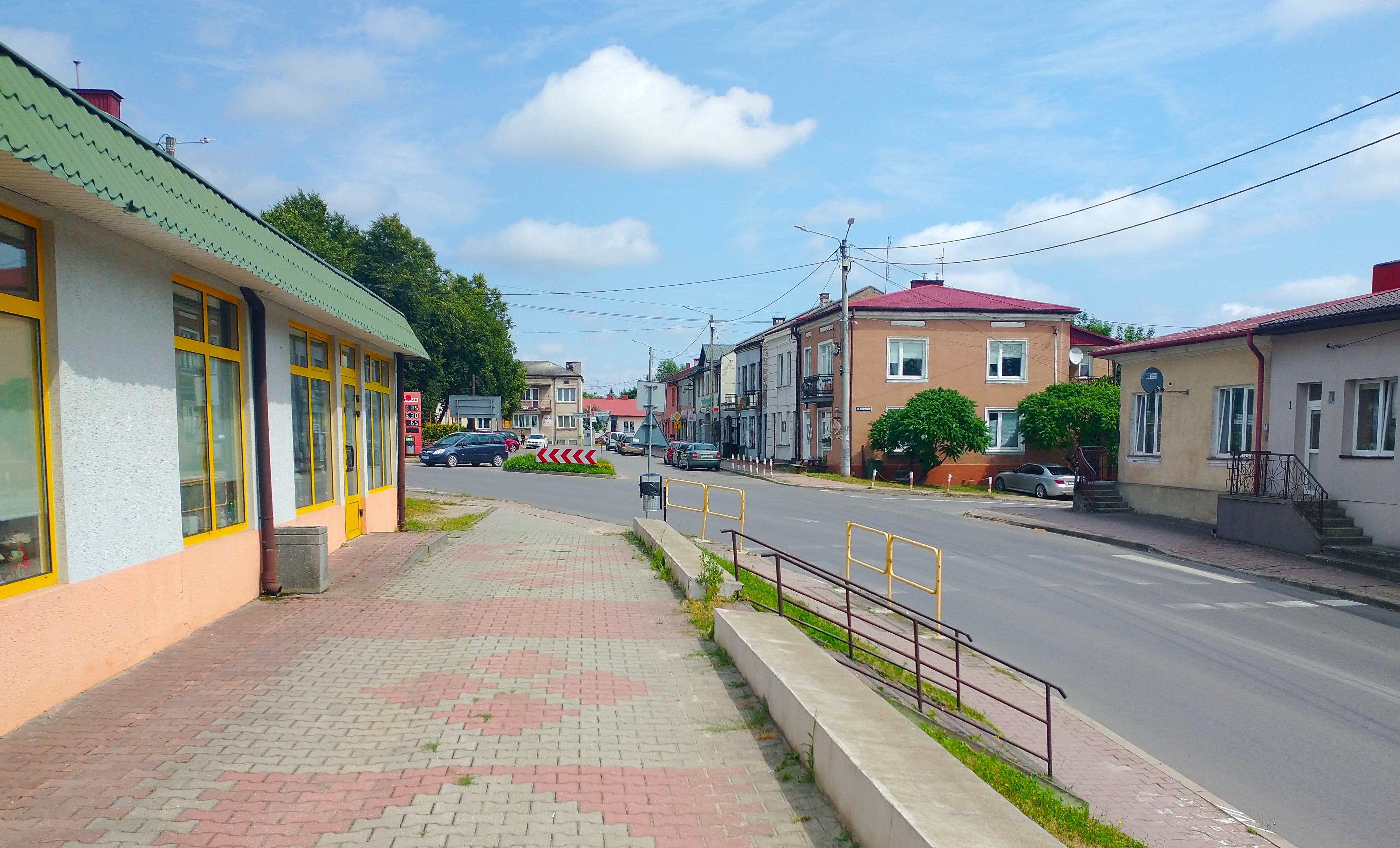
Fragment zabudowy w centrum

Bogoria – miasto w Polsce, w województwie świętokrzyskim, w powiecie staszowskim, siedziba gminy miejsko-wiejskiej Bogoria.
Bogoria uzyskała lokację miejską w 1616 roku jako miasto prywatne. Za Królestwa Kongresowego należała do powiatu staszowskiego w województwie sandomierskim. Została pozbawiona praw miejskich 13 stycznia 1870 i włączona do gminy Wiśniowa w powiecie sandomierskim. W latach 1870–1954 w gminie Wiśniowa, 1954–1972 siedziba gromady Bogoria (od 1 października 1954 w powiecie staszowskim), a od 1973 gminy Bogoria. W latach 1975–1998 należała administracyjnie do województwa tarnobrzeskiego. 1 stycznia 2024 odzyskała status miasta.
| SIMC    | Nazwa             | Rodzaj       |
| ------- | ----------------- | ------------ |
| 0788293 | Skoczylas         | część miasta |
| 0788301 | Ujazd Kiełczyński | część miasta |

## Historia
Pierwsze wzmianki o Bogorii pochodzą z czasów, kiedy wieś była częścią składową dóbr należących do rodu Bogoriów ze Skotnik. W 1578 r. wieś miała 7 łanów i była zamieszkiwana przez 7 kmieci, 2 zagrodników, 3 komorników oraz 6 ubogich. W 1616 r. Krzysztof Bogoria Podłęcki założył miasto na podstawie przywileju lokacyjnego wydanego przez króla Zygmunta III Wazę. Nowo założone miasto otrzymało nazwę od herbu założyciela „Bogoria”. Podłęcki wybudował również ratusz oraz ustanowił cechy. W 1620 r. zbudował drewniany kościół oraz klasztor, do którego sprowadził kanoników regularnych, zwanych popularnie markami. Przy kościele był również szpital. W 1645 r. król Władysław IV Waza potwierdził poprzednie przywileje i nadał nowe. Mieszczanie otrzymali przywilej na 5 jarmarków rocznie. Dodatkowo mogli warzyć piwo, miód, gorzałkę oraz wino z miejscowych plantacji winorośli.
Bogoria została w znacznym stopniu zniszczona przez wojska szwedzkie w czasie potopu szwedzkiego. W latach 1662–1663 miasto zamieszkiwane było przez 303 mieszkańców. W kolejnych latach liczba ta zmniejszyła się jeszcze bardziej, do 99 mieszkańców w 1674 r.
W XVIII w. Bogoria ponownie zaczęła się rozwijać, szczególnie handel i rzemiosło. W Bogorii funkcjonowała fabryka sukna. W 1770 r. pożar zniszczył niemal całe miasto, w tym znajdujący się na rynku ratusz. Kolejne wielkie pożary miały miejsce w latach 1893 i 1914. Każdy z nich powodował ogromne zniszczenia, ponieważ w zabudowie Bogorii przeważały budynki drewniane.
W 1809 roku po zakończeniu wojny z Austrią w Bogorii stacjonowała część 1 Pułku Strzelców Konnych.
W 1827 r. Bogoria liczyła 73 domy i była zamieszkiwana przez 425 osób. Natomiast w 1859 w mieście było 69 domów i 612 mieszkańców. W 1869 r. Bogoria, jak większość miasteczek w zaborze rosyjskim utraciła prawa miejskie. Jako osada wiejska została przyporządkowana gminie Wiśniowa. W 1880 osada miała 74 domy i liczyła 716 mieszkańców.
W czasie I wojny światowej Austriacy w latach 1915–1917 wybudowali linię kolei wąskotorowej, w której Bogoria była stacją węzłową. Osada otrzymała dzięki temu bezpośrednie połączenie kolejowe ze Szczucinem, Jachimowicami, Jędrzejowem i Włostowem. W okresie międzywojennym kolejka stanowiła źródło zatrudnienia dla większości mieszkańców osady. Kolejka przewoziła głównie płody rolne, buraki cukrowe, cukier, węgiel, drewno oraz towary z młynów, tartaków, gorzelni i kamieniołomów. Kolejka wykorzystywana była również do przewozów pasażerskich.
W 1915 r. na miejscowym cmentarzu pochowano żołnierzy z I Brygada Legionów Polskich poległych i zmarłych w wyniku odniesionych ran w bitwie pod Konarami.
W 1921 r. osada liczyła 141 domów oraz 1185 mieszkańców, w tym 450 wyznania mojżeszowego (38% mieszkańców). W osadzie była czteroklasowa Publiczna Szkoła Powszechna, Urząd Pocztowy, posterunek Policji Państwowej, Ochotnicza Straż Pożarna oraz stacja kolejki wąskotorowej. W osadzie była również 200-letnia modrzewiowa bożnica.
W czasie II wojny światowej w okolicy miało miejsce wiele akcji zbrojnych partyzantów z oddziału Jędrusiów. W sierpniu 1944 w czasie walk na przyczółku baranowsko-sandomierskim, osada została zniszczona w około 95%, głównie wskutek niemieckich bombardowań.
| Nazwa wsi          | Nazwy części wsi                 | Nazwy obiektów fizjograficznych – charakter obiektu |
| ------------------ | -------------------------------- | --- |
| I. Gromada BOGORIA |                                  | |
| 1. Bogoria         | 1. Chrapy 2. Rynek 3. Za Bożnicą | 1. Borowa Droga – droga polna 2. Działki – pole 3. Kolonia – pole 4. Niwa – pastwisko 5. Ogrody – pole 6. Poręby – pole 7. Przeciętki – pole 8. Rola – pole 9. Rolki – pole 10. Stacyjne – pole, łąka |

## Zabytki

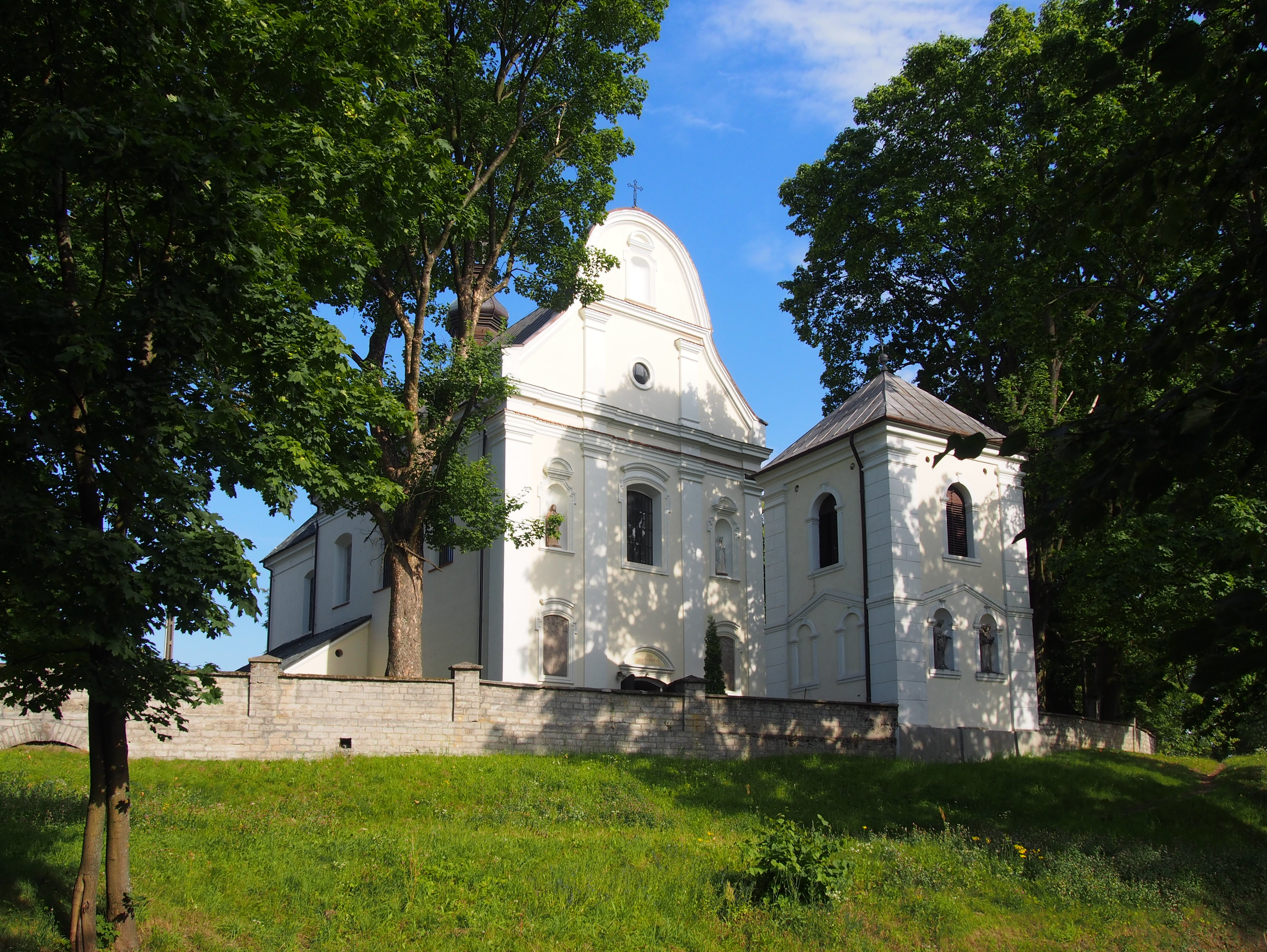
Kościół pw. Świętej Trójcy w Bogorii

- zespół kościoła parafialnego, wpisany do rejestru zabytków nieruchomych (nr rej.: A.844/1-4 z 3.11.1947, z 28.11.1971 i z 30.03.1977)[14]:
  - kościół Świętej Trójcy w Bogorii – barokowy kościół wzniesiony w latach 1748–1778. Powstał na miejscu drewnianej świątyni z 1620 r. Fundatorem murowanej budowli z był Michał Konarski, kasztelan sandomierski i dziedzic Bogorii. Wnętrze kościoła ma wystrój rokokowy.
  - dzwonnica.
  - cmentarz przykościelny założony w drugiej połowie XVII w.
  - murowane ogrodzenie z bramami.
- cmentarz parafialny część najstarsza[15][14].
- cmentarz żydowski
- kamienna rzeźba „Ciuchcia bogoryjska” przedstawiająca model parowozu Px48 i upamiętniająca fakt kursowania przez Bogorię jędrzejowskiej kolei wąskotorowej. Rzeźba znajduje się od 2012 roku na rynku.